# آستان خدیجه خاتون
آستان خدیجه خاتون مربوط به دوره ایلخانی است و در شهرستان قم، بخش سلفچگان، روستای خدیجه خاتون واقع شده است. این اثر در تاریخ ۲۶ آبان ۱۳۷۸ با شماره ثبت ۲۴۹۵ به عنوان یکی از آثار ملی ایران به ثبت رسیده است.